# Ochthebius furcatus
Ochthebius furcatus är en skalbaggsart som beskrevs av Pu 1958. Ochthebius furcatus ingår i släktet Ochthebius och familjen vattenbrynsbaggar. Inga underarter finns listade i Catalogue of Life.